# برویس
برویس (به فرانسوی: Bruys) یک کمون در فرانسه است که در ان (ا-دو-فرانس) واقع شده‌است. برویس ۵٫۷ کیلومتر مربع مساحت دارد و ۱۲۰ متر بالاتر از سطح دریا واقع شده‌است.